# Charles Reade
Charles Reade [ejtsd: ríd] (Ipsden, Oxfordshire, 1814. június 8. – London, 1884. április 11.) angol író.

## Pályája
Oxfordban és Lincolnban tanult és 1843-ban ügyvéd lett, de mivel a praxisa nemigen jövedelmezett, csakhamar az irodalomhoz fordult és különösen a színpad számára írt. Leginkább barátjával, Tom Taylorral együtt dolgozott, Masks and faces (1854) című darabjuknak volt a legnagyobb sikere. Reade nevét It is never too late to mend (3 kötet, London, 1856) című regénye tett ismeretessé; írta még White lies (London, 1858); Hard cash (London, 1863); Zolának L'Assommoir című regényéből a Drink című drámát készítette.

## Magyarul
- Titok. Regény, 1-2.; ford. Tábori Róbert; Singer-Wolfner, Bp., 1893 (Egyetemes regénytár VIII.)
- Oltár és tűzhely, 1-2.; ford. Király György, Mikes Lajos; Genius, Bp., 1923 (Nagy írók – nagy írások)
- A földönfutó örökös; ford. Kiss Dezső; Franklin, Bp., 1929 (Külföldi regényírók)
- Damokles kardja alatt. Regény; ford. Margittai György; Tolnai, Bp., 1930 (Tolnai regénytára)
- Felejthetetlen kaland. Regény; ford. Kilényi Mária; Színes Regénytár, Bp., 1935 (Színes regénytár)
- Klastrom és tűzhely, 1-2.; ford. Szinnai Tivadar; Európa, Bp., 1967 (Századok, emberek)